# Tekken 8
Tekken 8 (鉄拳8?) è un videogioco picchiaduro sviluppato e pubblicato da Bandai Namco Entertainment per PlayStation 5, Xbox Series X e Series S e Microsoft Windows. È l'ottavo titolo della serie Tekken.

## Trama

### Il risveglio dell'oscurità
Sei mesi dopo la sconfitta di Heihachi Mishima, Jin Kazama insieme a Lars Alexandersson, Lee Chaolan e l'esercito ribelle Yggdrasil, tende un'imboscata a suo padre Kazuya Mishima a Manhattan, New York. Tuttavia, Jin guardando Kazuya uccidere milioni di persone in città, gli torna in mente quando Ogre uccise sua madre Jun Kazama e per questo perde il controllo dei suoi poteri diabolici e viene sconfitto, causando il fallimento dell'operazione. In mezzo al caos, Kazuya, che ora rivela apertamente la sua forma diabolica al pubblico, annuncia un nuovo torneo King of Iron Fist, in cui i rappresentanti di varie nazioni si combattono tra di loro. La nazione vincitrice verrà ricompensata, mentre le nazioni perdenti affronteranno la distruzione.
Una settimana dopo, prima che le qualificazioni al torneo inizino, Jin, in convalescenza dalle ferite, si allena con Lars, mentre Lee analizza il loro allenamento. Come temevano Lars e Lee, Jin scopre di non poter più attivare i suoi poteri demoniaci a piacimento. Dopo una breve chiacchierata con Alisa Bosconovitch, Jin prende una decisione e si unisce alle qualificazioni in Giappone, mentre Alisa viene arruolata per tenere d'occhio un possibile assetto della G Corporation. Al torneo Jin incontra Reina, una studentessa del Politecnico di Mishima, la cui abilità in combattimento ricorda molto suo nonno Heihachi. Jin riesce ad assicurarsi un posto nel torneo principale, sconfiggendo Reina e il suo vecchio rivale Hwoarang, mostrando occasionalmente esplosioni dei suoi poteri demoniaci in combattimento. Dopo la battaglia, Reina chiede di unirsi a Jin nella sua lotta contro Kazuya, tenendo però nascoste le sue vere intenzioni.
Altrove a Roma in Italia, Claudio Serafino, Zafina e Ling Xiaoyu guardano il torneo. Zafina rivela a Claudio il motivo per cui Jin ha dichiarato una terza guerra mondiale contro Kazuya durante il suo periodo alla guida della Mishima Zaibatsu, era quello di attirare la creatura demoniaca Azazel e distruggerla. Tuttavia, l'anima di Azazel era ancora viva dopo la sua sconfitta ed è ora sigillata nel braccio sinistro di Zafina. Scopre che la crescente avidità di Kazuya era stata una delle principali fonti del crescente potere di Azazel e avverte Claudio che devono cercare Jin per fermarlo. Nel frattempo, Leo Kliesen e suo padre Niklas arrivano alla base di Yggdrasil, dove quest'ultimo rivela la sua ricerca su Azazel e il gene del diavolo. Rivela che Azazel ha concesso il gene all'uomo antico, creando diavoli che agissero come suoi servitori e per accedere al suo potere bisogna avere un forte desiderio. Il clan Hachijo, da cui discendono Jin e Kazuya attraverso la defunta moglie di Heihachi, Kazumi, è uno dei clan discendenti dei servi.
Al torneo principale di Roma, Lars incontra il leader delle Forze Indipendenti delle Nazioni Unite e fondatore della Raven Unit, Victor Chevalier, che accetta di supportare di Yggdrasil nella cattura di Kazuya, mentre indipendentemente, Claudio, Zafina e Xiaoyu si infiltrano nel torneo. Jin sconfigge Leroy Smith, il rappresentante della costa orientale americana del torneo, che dice a Jin di lasciar andare le sue paure e seguire il suo cuore, mentre è anche grato per il suo eroismo contro l'attacco di Kazuya a Manhattan. Mentre sia Yggdrasil, sia la squadra delle Nazioni Unite che quella di Claudio iniziano i loro assalti, Jin e i suoi alleati capiscono troppo tardi che il torneo era stato in realtà organizzato da Kazuya per attirare Zafina e raccogliere abbastanza energie oscure che circondano il tumulto del Colosseo durante le finali per resuscitare Azazel. Rompendo il sigillo sul braccio di Zafina, Kazuya dissigilla Azazel e dopo uno scontro lo sconfigge, assorbendolo per diventare un Vero Diavolo. Reina interessata al Gene demoniaco combatte Kazuya in questa nuova forma, ma viene sconfitta. Nel tentativo di guadagnare tempo per Jin e i suoi alleati per scappare, Claudio usa i suoi poteri e riesce a ferire Kazuya, apparentemente a costo della sua vita. Dopodiché Kazuya si ritira.
Credendo che ci sia un modo per riprendere il controllo dei suoi poteri diabolici, Jin intraprende un viaggio verso il Santuario di Kazama nel suo luogo di nascita a Yakushima, nel profondo delle foreste dell'isola. Sulla strada per Yakushima, Emilie De Rocherfort rivela che Jin è ora l'unico sopravvissuto di un ramo principale del Clan Kazama, che sta affrontando l'estinzione dopo la scomparsa di Jun. Kazuya sposta le sue forze rimanenti a Yakushima, con l'intenzione di rallentare Jin e distruggere l'esercito ribelle. Una coalizione di Yggdrasil, l'ONU e diversi combattenti del torneo, tra cui Leroy e Reina, combatte contro l'esercito della G-Corporation, guidato da Nina Williams e diversi altri combattenti del torneo sotto il loro libro paga, mentre Xiaoyu protegge da sola Jin dai Jack-7 prodotti in serie mentre il ragazzo è caduto in un sonno profondo. Kazuya appare annientando facilmente entrambe le parti. Lars si ritira nella foresta per proteggere Jin, mentre Reina, credendo che la quasi morte avrebbe risvegliato una sorta di potere in lei, si lascia apparentemente uccidere nell'esplosione.
Nel profondo del suo subconscio, Jin incontra il suo sé diabolico, che poi deride i precedenti fallimenti e crimini di Jin. Dopo una lunga lotta contro se stesso, Jin accetta finalmente il suo lato diabolico e riprende il pieno controllo dei suoi poteri, giusto in tempo per salvare Lars dall'attacco di Kazuya. Kazuya progetta di annientare l'isola, ma Jin ferma l'esplosione. Dopo aver avuto visioni di Jun che lo incoraggia, Jin si risveglia nella sua nuova forma di Angelo e attacca Kazuya. Padre e figlio nello scontro finiscono per combattere sopra una meteora nello spazio. Atterrando di nuovo sulla Terra, Jin e Kazuya ritornati umani si impegnano in una battaglia finale.
Per il finale ci sono due a scelte a seconda se vince Jin o Kazuya.
Se Kazuya sconfigge il figlio lo getta da una scogliera nell'oceano. E tornando al quartier generale della G Corp, osserva che, anche senza il gene del diavolo, continuerà a combattere, affermando la sua convinzione che il potere controlla tutto. Durante i titoli di coda, alcuni dei combattenti del torneo ancora affiliati a Kazuya durante il combattimento di Yakushima vengono visti distruggere ciò che resta di Manhattan e persino l’organizzazione Yggdrasil e le Nazioni Unite. Mentre Nina, che si è dimessa dalla G Corp, osserva la distruzione da uno yacht a Parigi.
Se Jin sconfigge il padre. Ringrazia sua madre, ed essendo finalmente libero dal gene del diavolo parte con Xiaoyu per tornare a casa. Intanto che Kazuya è privo di sensi viene in seguito avvicinato da un Jun apparentemente viva. Durante i titoli di coda, mentre il mondo celebra la propria liberazione dalla tirannia della G Corporation, alcuni dei combattenti del torneo, tra cui anche quelli precedentemente affiliati a Kazuya, vengono mostrati mentre aprono cucine a Manhattan per aiutare a ripristinare la città, Leo e suo padre continuano la loro spedizione in luoghi sconosciuti, Yggdrasil e le Nazioni Unite celebrano i loro successi a Parigi, dove Shaheen osserva la celebrazione su uno yacht e Zafina e Claudio vengono entrambi mostrati vivi in Medio Oriente.
A prescindere dal finale. In una scena a metà dei titoli di coda, si scopre che Reina è viva e alzandosi da terra giura di vendicare suo padre, Heihachi, mentre assume la sua forma di Diavolo (in maniera simile a Jin che si trasforma in Devil Jin, o Kazuya in Devil Kazuya) appena risvegliata.

## Personaggi
Classici:
- Alisa Bosconovitch
- Anna Williams (DLC)
- Armor King (DLC)
- Asuka Kazama
- Bryan Fury
- Claudio Serafino
- Devil Jin
- Eddy Gordo (DLC)
- Fahkumram (DLC)
- Feng Wei
- Heihachi Mishima (DLC)
- Hwoarang
- Jin Kazama
- Jun Kazama
- Kazuya Mishima
- King II
- Kuma II
- Lars Alexandersson
- Lee Chaolan
- Leo Kliesen
- Leroy Smith
- Lidia Sobieska (DLC)
- Lili
- Ling Xiaoyu
- Marshall Law
- Nina Williams
- Panda
- Paul Phoenix
- Raven
- Sergei Dragunov
- Shaheen
- Steve Fox
- Yoshimitsu
- Zafina

Nuovi:
- Azucena Milagros Ortiz Castillo
- Jack-8
- Miary Zo (DLC)
- Reina
- Victor Chevalier

Ospiti:
- Clive Rosfield (DLC)

Nel gioco vengono inoltre introdotti i personaggi di Azucena Milagros Ortiz Castillo, lottatrice di arti marziali miste proveniente dal Perù, Victor Chevalier, doppiato da Vincent Cassel, e Reina, artista marziale esperta nel Taidō e nel Karate stile Mishima. Eddy Gordo è il primo personaggio DLC annunciato da Bandai Namco dopo è stato il turno di Lidia di Heihachi e per finire Clive Rosfield. Per quanto riguarda la Season 1 Namco ha già annunciato che ci sarà una seconda stagione di DLC.

## Sviluppo
Tekken 8 è stato annunciato nel settembre 2022. È stato sviluppato con l'Unreal Engine 5.

## Accoglienza
| Testata                         | Versione      | Giudizio |
| ------------------------------- | ------------- | -------- |
| Metacritic (media al 17·2·2025) | Xbox Series   | 89/100   |
| Metacritic (media al 17·2·2025) | PlayStation 5 | 90/100   |
| Metacritic (media al 17·2·2025) | PC            | 91/100   |
| OpenCritic (media al 17·2·2025) | collettivo    | 90/100   |
| Console-Tribe (ITA)             | PS5           | 90/100   |

### Vendite
<<1 milione di copie nel primo giorno e 2 milioni nel primo mese.>> Bandai Namco Europe.

### Riconoscimenti
Candidato come Most Anticipated Game ai Game Awards 2023.
Candidato come Most Wanted Award al Golden Joystick 2023.
Premiato come Best Fighting Game e candidato come Best Multiplayer ai Game Awards 2024.
Premiato come Fighting Game of the Year ai DICE Awards 2025.
Candidato come Best Multiplayer ai Bafta Games Awards 2025.